# Luna Park, Sydney
Luna Park är en nöjespark i Australiens största stad Sydney i delstaten New South Wales. Parken som funnits sadne 1935 är belägen nära det norra brofästet för Sydney Harbour Bridge i förorten Milsons Point. Utanför parkens entré finns en brygga, Milsons Point ferry wharf, som angörs av Sydneys färjor.
Den 9 juni 1979 inträffade en allvarlig brand i parkens spöktåg i vilken 7 personer förolyckades. Efter den tragiska olyckan öppnade Luna Park inte igen förrän 1982. Parkens framtid låg länge i osäkerhet på grund av klagomål av boende i närområdet, men 2018 efter en dom i New South Wales Land and Environment Court och plolilysyrekelr i planregelverket, görs det möjligt för Luna Park att anlägga nya åkattraktioner med låga ljudemissioner. Under 2021 stängdes parken tillfälligt för att 9 nya åkattraktioner installerades.